# Jonathan David dos Santos
Jonathan David dos Santos Duré  (Salto, Uruguay, 18 de abril de 1992) es un futbolista uruguayo. Juega como delantero y su equipo actual es Mushuc Runa de la Serie A de Ecuador.

## Trayectoria

### Salto Uruguay F. C.
Debutó a los 18 años en 2010. Luego fue goleador de 4 campeonatos seguidos en la Liga Salteña de fútbol (2011, 2012, 2013 y 2014).

### Cerro Largo
Debido a sus grandes actuaciones y el ser goleador de diversos torneos, fue transferido a Cerro Largo. Debutó en el fútbol profesional uruguayo a los 23 años en la Segunda División de Uruguay con Cerro Largo. Fue la revelación del torneo, anotando 11 goles.

### Danubio F. C.
Luego de su gran temporada ficha por Danubio Fútbol Club donde se le entregó el dorsal número 9, club con el que hizo un gran torneo local, además, jugó la Copa Sudamericana 2017 donde le anotó un gol a Sport Recife y generó un penal. Jugó al lado de Lucas Olaza y Marcelo Saracchi.

### Atlético de San Luis
Fue cedido a préstamo al Club Atlético de San Luis de la Liga de Ascenso MX por una temporada. Sin embargo, no tuvo la continuidad deseada, debido al buen momento del argentino Nicolás Ibáñez. Jugó al lado su compatriota Pablo Olivera y el argentino Sebastián Penco.

### Cerro Largo
A finales del 2018 se le terminó el contrato con Danubio y no le renovaron. Fichó inmediatamente por Cerro Largo. En los arachanes fue su mejor año con 13 goles en la temporada.

### Universitario de Deportes
Luego de su gran temporada en Uruguay, además de ser nominado como el mejor delantero de la Liga Uruguaya. Rechazó una propuesta del Club Nacional de Uruguay, para fichar por Universitario de Deportes por pedido de Gregorio Pérez, quién lo venía siguiendo de hace muchos años. El 26 de diciembre de 2019 fue oficializado como nuevo jugador merengue. Llega a préstamo por un año con opción a compra para afrontar la Liga 1 y Copa Libertadores 2020, fue fichado junto a sus compatriotas Luis Urruti y Federico Alonso. A pesar de que Universitario fue eliminado en la segunda ronda del torneo de Libertadores, Dos Santos pudo marcarle a Carabobo y Cerro Porteño. Luego de anotarle un doblete al Sport Boys fue elegido como el mejor jugador de la fecha 5 del campeonato. En la fecha número 9 le anotó 2 goles a Cienciano, coronándolo nuevamente como el mejor jugador de la fecha. Finalizó la temporada con 15 goles en el año, siendo uno de los hombres importantes del elenco crema, ayudándolo a ser campeón del Torneo Apertura. Sin embargo, perdió la final nacional frente a Sporting Cristal quedando como subcampeón del torneo peruano.

### Querétaro F. C.
Debido a sus buenas actuaciones en Universitario, Dos Santos fue observado por muchos equipos extranjeros, sumado a ello la insuficiencia económica de Universitario de ejecutar su opción de compra. El 4 de enero del 2021 fue oficializado como nuevo jugador del Querétaro FC.
Estaría 3 meses lesionado, cosa que le impedía debutar, debutaría frente a Club Atlético de San Luis, pasaría por un mal momento ya que no anotaría goles y la pasaba mal , durante ese tiempo se habló sobre una posible vuelta al Club Universitario de Deportes para el 2022, cosa que solo fue rumores.  Disputaría 8 partidos en el Torneo Guard1anes Clausura 2021.
Para la Torneo Apertura 2021 (México) la seguiría pasando mal ya que no sería convocado y recién debutaría frente a Tigres de la UANL pero fue expulsado de ese partido.
Con la llegada de Leonardo Ramos como nuevo entrenador Dos Santos tendría más oportunidades es así que marcaría su primer gol frente a Club Deportivo Guadalajara luego marcaría en su siguiente partido.
Marcaría 4 goles y daría una asistencia terminaría de buena manera el año.

### Everton de Viña del Mar
Tras un periodo exitoso en el fútbol de ecuador. En agosto de 2024, es presentado como incorporación a última hora en el club chileno Everton.

## Estadísticas

### Clubes
Actualizado al último partido disputado el 19 de agosto de 2025.
| Club                      | País          | Año           | Partidos | Goles |
| ------------------------- | ------------- | ------------- | -------- | ----- |
| Cerro Largo               | Uruguay       | 2015-2016     | 21       | 11    |
| Danubio                   | Uruguay       | 2016-2017     | 31       | 7     |
| Atlético San Luis         | México        | 2017-2018     | 18       | 3     |
| Danubio                   | Uruguay       | 2018          | 12       | 0     |
| Cerro Largo               | Uruguay       | 2019          | 32       | 13    |
| Universitario de Deportes | Perú          | 2020          | 28       | 14    |
| Querétaro F. C.           | México        | 2021-2022     | 23       | 5     |
| River Plate               | Uruguay       | 2023          | 24       | 7     |
| Mushuc Runa               | Ecuador       | 2024          | 14       | 9     |
| Everton                   | Chile         | 2024          | 7        | 0     |
| Atlético Artigas          | Uruguay       | 2025          | 9        | 2     |
| Mushuc Runa               | Ecuador       | 2025-act.     | 8        | 1     |
| Total carrera             | Total carrera | Total carrera | 227      | 72    |

## Palmarés
Con Cerro Largo, obtuvo la tercera posición en el Campeonato Uruguayo de Primera División 2019, razón por la cual aseguró su participación en la Fase Previa de la Copa Libertadores 2020.
Sin embargo, a inicios del 2020, fichó por el equipo peruano, Universitario de Deportes, que también se había clasificado a la misma instancia.

### Torneos Cortos
| Título          | Club                      | País | Año  |
| --------------- | ------------------------- | ---- | ---- |
| Torneo Apertura | Universitario de Deportes | Perú | 2020 |

### Distinciones individuales
| Distinción                                                     | Año  |
| -------------------------------------------------------------- | ---- |
| Mejor gol de la semana en la Copa Libertadores                 | 2020 |
| Mejor once de la Liga 1 según la SAFAP                         | 2020 |
| Preseleccionado como mejor jugador de la Liga 1 según la SAFAP | 2020 |